# Emmy Lischke

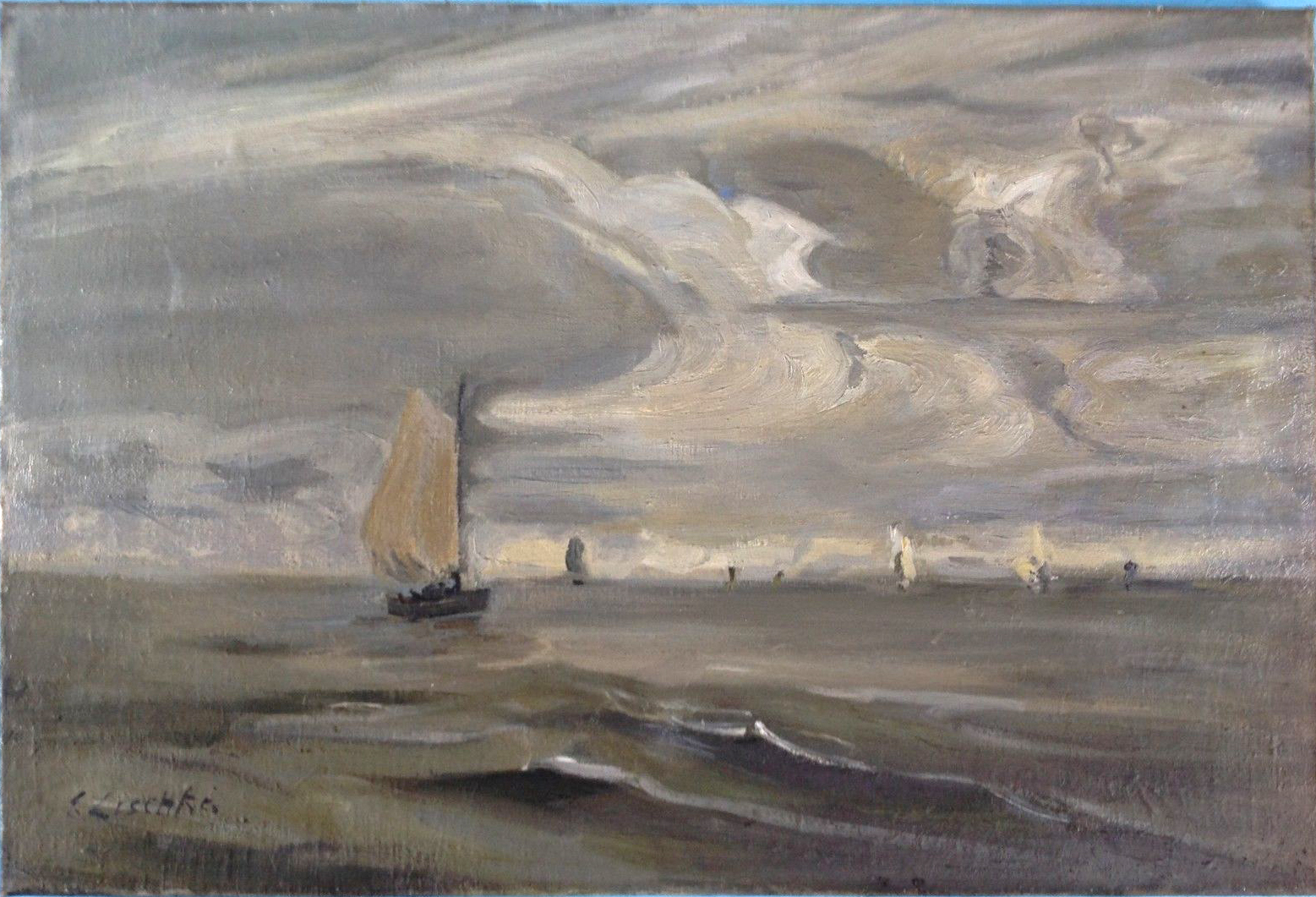
Weite See mit Segelschiffen

Emmy Lischke (* 13. November 1860 in Elberfeld (heute Stadtteil von Wuppertal); † 14. Mai 1919 in München) war eine deutsche Malerin der Düsseldorfer Malerschule. Sie war Tochter des Oberbürgermeisters von Elberfeld Karl Emil Lischke.

## Leben
Da Frauen erst 1921 zum Studium an der Königlich-Preußischen Kunstakademie in Düsseldorf zugelassen wurden, studierte Emmy Lischke privat bei Professoren der Akademie.
Nach dem Tod ihres Vaters 1886 zog sie mit ihrer Mutter nach München, wo sie beim Professor der Königlichen Akademie der Künste in München Ludwig Willroider sowie bei Theodor Her Schülerin wurde.
Emmy Lischke zählt zu den damals oft so genannten Malweibern und malte hauptsächlich Landschaften und Stillleben. Sie war Mitglied der Münchner Künstlergenossenschaft und der Allgemeinen Deutschen Kunstgenossenschaft.

## Ausstellungen (Auswahl)
- 1891: Münchener Jahresausstellung von Kunstwerken aller Nationen im Glaspalast – Gemälde Wiesenblumen, Blumen[5]
- 1893: Münchener Jahresausstellung von Kunstwerken aller Nationen im Glaspalast – Gemälde Waldweben, Abend, Liebesfrühling[6]
- 1893: Große Berliner Kunstausstellung – Gemälde Am Quell[7]
- 1893: World’s Columbian Exposition (Weltausstellung in Chicago), Rotunde des Frauenpavillons – Gemälde Feldblumen (Field Flowers)[8]
- 1894: Große Berliner Kunstausstellung – Gemälde Waldweben, Abend[9]
- 1894: Galerie Eduard Schulte, Düsseldorf
- 1895: Internationalen Kunstausstellung des Vereins bildender Künstler Münchens Secession – Ölgemälde Herbst[10]
- 1895: Große Berliner Kunstausstellung – Gemälde, Stillleben[11]
- 1896: Internationale Kunstausstellung Berlin – Gemälde Herbststurm[12]
- 1898: 16. Kunstausstellung des Vereins der Künstlerinnen und Kunstfreundinnen zu Berlin im Gebäude der Königlichen Akademie der Künste zu Berlin, Unter den Linden 38 – Gemälde Herbststurm[13]
- 1899: Münchener Jahresausstellung im Glaspalast – Gemälde Heiliger Hain, Im Sturm[14][15]
- 1899: Große Berliner Kunstausstellung – Gemälde Am schwarzen Wasser, Vor dem Gewitter[16]
- 1901: Große Berliner Kunstausstellung – Gemälde Heiliger Hain[17][18]
- 1902: Münchener Jahresausstellung im Glaspalast – Gemälde Sommermorgen und ein Porträt[19]
- 1902: Galerie Eduard Schulte, Berlin – Gemälde[20]
- 1902: Große Berliner Kunstausstellung – Gemälde Starre Welt, Einsames Kap[21]
- 1903: Ausstellung im Künstlerhaus in München zum Anlass der Tagung des 3. Bayerischen Frauentages[22]
- 1906: Münchener Jahresausstellung im Glaspalast – Gemälde Am Meer[23]
- 1907: Kölnischer Kunstverein – 12 Gemälde[24]
- 1908: Münchener Jahresausstellung im Glaspalast – Gemälde Am Meer[25]
- 1909: X. Internationalen Kunstausstellung im Glaspalast – Gemälde Silberpappeln[26]
- 1910: Münchener Jahresausstellung im Glaspalast – Ölgemälde Mondnacht[27]
- 1910: Große Berliner Kunstausstellung – Gemälde Am Meer,[28] Silberpappelhain[29]
- 1911: Jubiläumsausstellung der Münchener Künstlergenossenschaft zu Ehren des 90. Geburtstages des Prinzregenten Luitpold von Bayern im Glaspalast – Ölgemälde Grauer Tag, Marine[30]
- 1911: Kunstausstellung Baden-Baden – Gemälde[31]
- 1913: Münchener Kunstausstellung im Glaspalast – Ölgemälde Trüber Tag[32]
- 1913: Große Berliner Kunstausstellung – Gemälde Sommertag,[33] Das Meer[34][35]
- 1916: Münchener Kunstausstellung im Glaspalast – Ölgemälde Die Welle, Im Hafen, Rosen[36]
- 1916: Große Berliner Kunstausstellung – Gemälde Sommer[37]
- 1917: Münchener Kunstausstellung im Glaspalast – Ölgemälde Hyazinthen, Rosen[38][39]
- 1918: Münchener Kunstausstellung im Glaspalast – Ölgemälde Badestrand, Ebbe[40]
- 1919: Münchener Kunstausstellung im Glaspalast – Ölgemälde Bretonische Küste[41]
- 1941: Kunstverein München – Gemälde[42]